# Milagros Palma
Milagros Palma González (Cienfuegos, 19 maggio 1973) è una schermitrice cubana.

## Palmarès
In carriera ha conseguito i seguenti risultati:
- Mondiali di scherma

La Chaux de Fonds 1998: argento nella spada a squadre.
- Giochi Panamericani:

Mar del Plata 1995: argento nella spada individuale ed a squadre.